# Heteraneflus castaneus
Heteraneflus castaneus là một loài bọ cánh cứng trong họ Cerambycidae.